# Кастельветере-суль-Калоре
Кастельветере-суль-Калоре (итал. Castelvetere sul Calore) — коммуна в Италии, располагается в регионе Кампания, в провинции Авеллино.
Население составляет 1713 человека, плотность населения составляет 101 чел./км². Занимает площадь 17 км². Почтовый индекс — 83040. Телефонный код — 0827.
Покровительницей коммуны почитается Пресвятая Богородица (Madonna del Grazia), празднование 28 апреля и 2 июля. 